# Семенюк, Владимир Владимирович
Владимир Владимирович Семенюк (род. 24 ноября 1935, Бердичев) — советский и российский шахматист, мастер спорта СССР (1977). По профессии — инженер-связист. Много лет живет в Туле.
Добился значительных успехов в игре по переписке. Победитель 12-го чемпионата СССР по переписке. Серебряный призер 11-го чемпионата СССР по переписке. Победитель 3-го чемпионата РСФСР. В составе сборной РСФСР победитель 4-го и 6-го командных чемпионатов СССР.

## Спортивные результаты
| Год       | Соревнование                                                         | +  | − | = | Результат | Место             |
| --------- | -------------------------------------------------------------------- | -- | - | - | --------- | ----------------- |
| 1970—1971 | 3-й чемпионат РСФСР по переписке                                     | 12 | 0 | 5 | 14½ из 17 | 1                 |
| 1973—1975 | 11-й чемпионат СССР по переписке                                     | 7  | 1 | 7 | 10½ из 15 | 2—4               |
| 1973—1975 | 4-й командный чемпионат СССР по переписке (сборная РСФСР, 7-я доска) |    |   |   | 8½ из 12  | Команда — чемпион |
| 1975—1977 | 12-й чемпионат СССР по переписке                                     | 9  | 1 | 8 | 13 из 18  | 1                 |
| 1977—1978 | 13-й чемпионат СССР по переписке                                     | 7  | 4 | 8 | 11 из 19  | 6—7               |
| 1978—1981 | 6-й командный чемпионат СССР по переписке (сборная РСФСР, 2-я доска) |    |   |   | 11 из 16  | Команда — чемпион |
| 1981—1983 | 15-й чемпионат СССР по переписке                                     | 2  | 8 | 8 | 6 из 18   | 18                |
| 1982—1984 | 9-й чемпионат РСФСР по переписке                                     | 6  | 5 | 3 | 7½ из 14  | 6                 |
| 1984—1987 | 10-й чемпионат РСФСР по переписке                                    | 6  | 2 | 9 | 10½ из 17 | 7                 |
| 1986—1988 | 11-й чемпионат РСФСР по переписке                                    | 5  | 3 | 7 | 8½ из 15  | 7—8               |
| 1988—1991 | 12-й чемпионат РСФСР по переписке                                    | 5  | 5 | 4 | 7 из 14   | 7—9               |
| 1991—1994 | 13-й чемпионат РСФСР по переписке                                    | 5  | 3 | 4 | 7 из 12   | 4—6               |
| 1994—1996 | 1-й чемпионат России по переписке                                    |    |   |   | 7½ из 16  | 10—11             |